# 激突メシあがれ〜自作グルメ頂上決戦〜
『激突メシあがれ～自作グルメ頂上決戦～』（げきとつメシあがれ じさくグルメちょうじょうけっせん）は、NHK総合テレビジョンで2025年4月2日から放送されているバラエティ番組。NHK大阪放送局制作。

## 概要
アマチュアが驚きの発想と探究心で作る「自作グルメ」の頂上決戦を行う、笑いと涙のグルメ・エンターテインメント番組。
2024年にパイロット版『激突めしあがれ』が2回制作されたのち、2025年よりレギュラー放送を開始。

## 出演者

### 現在の出演者
- 高瀬耕造アナウンサー（NHK大阪放送局）
- 嶋田ココアナウンサー（同上）

このほか、応援団長が毎回1人出演する。

### パイロット版の出演者
- サンドウィッチマン[2]（司会）
- 杉浦友紀アナウンサー[2]（NHK東京アナウンス室、 『自作ラーメンの極み』に出演）
- 嶋田ココアナウンサー[2]（NHK大阪放送局、『自作カレーの極み』に出演）

## スタッフ
- ナレーション:津田健次郎、七海ひろき

## 放送リスト

### パイロット版（激突めしあがれ）
| 回 | 放送日  | タイトル                  |
| -- | ------- | ------------------------- |
| 1  | 3月17日 | 自作ラーメンの極み        |
| 1  | 6月29日 | 自作ラーメンの極み 完全版 |
| 2  | 8月21日 | 自作カレーの極み          |

### レギュラー版
| 回 | 放送日  | タイトル                                | 応援団長     |
| -- | ------- | --------------------------------------- | ------------ |
| 1  | 4月2日  | しょうゆラーメン                        | アンミカ     |
| 2  | 4月9日  | ハンバーガー                            | アンミカ     |
| 3  | 4月16日 | カツカレー                              | 野々村友紀子 |
| 4  | 4月23日 | うどん                                  | 野々村友紀子 |
| 5  | 5月7日  | パスタ                                  | 濱田マリ     |
| 6  | 5月14日 | 塩ラーメン                              |              |
| 7  | 5月21日 | ギョーザ                                | 山之内すず   |
| 8  | 6月4日  | パン 朝ドラ「あんぱん」コラボ企画       | 河合優実     |
| 9  | 6月11日 | そば 大河ドラマ「べらぼう」コラボSP     | 山路和弘     |
| 10 | 7月2日  | チーズケーキ                            |              |
| 11 | 7月23日 | おうちの台所でプロ顔負けの味!スペシャル |              |
| 12 | 8月13日 | 夏の、BBQスペシャル                     | 山之内すず   |